# Petryłów (Ukraina)
Petryłów (ukr. Петрилів, Petryliw) – wieś na Ukrainie, w obwodzie iwanofrankiwskim, w rejonie tłumackim, nad Dniestrem. 
W 2001 roku liczyła 990 mieszkańców. 
W pobliżu wsi biegnie droga krajowa N18.

## Historia
Władysław, książę opolski, nadał wieś Michałowi Awdańcowi z Buczacza (Buczackiemu herbu Abdank). W 1578 roku wieś należała do Sieniawskich herbu Leliwa. 
W okresie I Rzeczypospolitej wieś położona była w ziemi halickiej województwa ruskiego.

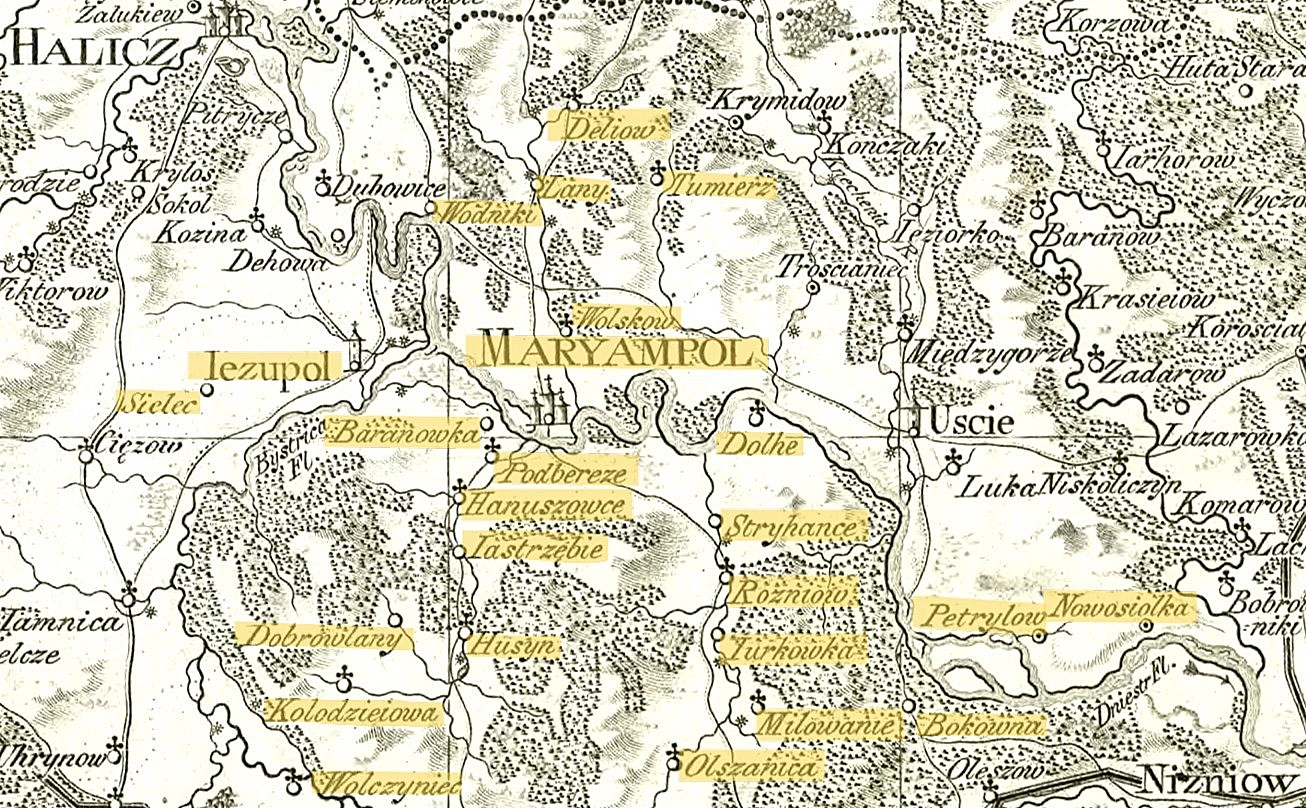
Petryłów 1824

W czasach Królestwa Galicji i Lodomerii należała do klucza marjampolskiego księżnej Anny Jabłonowskiej. 
W XVIII wieku Petryłów należał do rodziny Mrozowickich herbu Prus III, a w XIX wieku właścicielami Petryłowa byli Raczyńscy herbu Nałęcz, a następnie Bogdanowiczowie herbu Łada.
Dniestr zalał wieś przed Wielkanocnymi świętami w kwietniu 1912.
Po II wojnie światowej obszar gminy został odłączony od Polski i włączony do Ukraińskiej SRR.

## Ludzie urodzeni w Petryłowie
- Klemens Raczyński (1839–1886) – prawnik, adwokat, poseł do austriackiej Rady Państwa
- Józef Szeląg (1895–1942) – podpułkownik piechoty Wojska Polskiego
- Mykoła Twerdochlib (1911–1954) – ukraiński działacz nacjonalistyczny
- Stanisław Oroszeny Bohdanowicz – właściciel dóbr Petryłów[6]